# غروسير ميتين
غروسير ميتين (بالإنجليزية: Grosser Mythen)‏ هو أحد جبال سلسلة جبال الألب غلاروس ويقع في كانتون شفيتس في سويسرا. يحتل المرتبة رقم 394 في قائمة جبال سويسرا من حيث الارتفاع، إذ يبلغ ارتفاعه حوالي 1898 متر، بينما يبلغ ارتفاع نتوء الجبل 493 متر.